# Капидава
Капидава (на латински: Cappidava, Capidapa, Kapidaua, Calidava, Calidaua; Calichioi; на турски: Kaleköy) е важен гето-дакийски център на дясния бряг на река Дунав, римски кастел и средновековна българска крепост. В резултат на интензивни изследвания, предприети тук от румънски археолози след 1924 г. и въпреки своите едва 1,5 хектара, Капидава днес е една от най-известните римски крепости, издигнати по време на мащабните усилия на Траян за укрепване на Долния Дунавски лимес в началото на II в. сл.н.е.
Локализиран е в днешното едноименно село в община Топалу, окръг Кюстенджа, Румъния.

## История
Капидава се споменава с името Calidava/Calidaua в Segmentum VII на Tabula Peutingeriana и Itinerarium Antonini Augusti на римския път между Axiopolis (дн. Черна вода) и Carsium (дн. Хърсово). На картата се вижда, че между Axiopolis и Capidava са 18 римски мили (27 km). След завладяването от римляните, Капидава става цивилен и военен център на провинция Долна Мизия, а по-късно – Малка Скития в днешна Добруджа. Поставена на високите брегове до брод на Долен Дунав, селището се превръща стратегическа крепост, позволяваща на гарнизонните войски, разположени тук, заедно с мизийския флот, да упражняват контрол над голяма територия от двете страни на реката.
Според епиграфските паметници, в легионерския каструм (castra) Капидава са били стационирани римските легиони и кохорти:
Според археологическите данни от този период архитектурният план на укреплението е правоъгълен с размери 105 m x 127 m, с ориентация по оста северозапад-югоизток.
През 559 г. Капидава е разрушен от кутринги. Около 600 г. е във Византия, но скоро след 612 – 613 г. римско-византийската окупация на района на Капидава приключва при падането на дунавския лимес под натиска на славяните. След това укреплението функционира само като набързо изградено и некачествено заграждение, обхващащо южния квартал на някогашната крепост, което скоро след това е изоставено.
През 1036 г. районът е прегазен от печенегите.

## Допълнително четиво
- Radu R. Florescu. Capidava / 01.01.1965
- G. Florescu, R. Florescu, P. Diaconu. Capidava. Monografie Arheologicǎ